# Killing Is My Business… And Business Is Good!
Killing Is My Business… And Business Is Good! (englisch für: „Töten ist mein Geschäft… und die Geschäfte laufen gut!“) ist das Debütalbum der US-amerikanischen Thrash-Metal-Band Megadeth. Es erschien im Mai 1985 auf Combat Records. Sänger Dave Mustaine nannte die Stücke auf dem Album „extremen Thrash Speed Metal“. Der Gesang fiel noch sehr roh aus, die Songs waren weniger komplex als auf den späteren Alben.

## Entstehung
Im Jahr 1984 hatten Megadeth ein drei Stücke umfassendes Demo aufgenommen, laut Bandgründer Mustaine unter großem Zeitdruck. Die Reaktionen darauf waren jedoch positiv gewesen. Als Resultat nahm Combat Records die Band unter Vertrag. Auch wurde Schlagzeuger Lee Rash vor den Aufnahmen durch Gar Samuelson ersetzt. Mustaine strebte auf Killing Is My Business… And Business Is Good! einen im Vergleich zum Demo viel härteren und besseren Klang an. Ursprünglich sollte das Album im Januar 1985 erscheinen, doch kündigte die Band auch zuvor an, sich diesmal Zeit zu nehmen „um alles in korrekter Weise zu machen.“ Die Gestaltung des Covers lief nicht nach Mustaines Vorstellungen, da der Plattenfirma der ursprüngliche Entwurf abhandenkam und so das Foto eines Totenschädels, das „Maskottchen“ Vic Rattlehead, auf das Cover kam. Später wurde die Platte mit einem anderen Titelbild wiederveröffentlicht. Mit Mechanix war ein Song Mustaines enthalten, den er bereits bei Metallica eingebracht hatte, wo er vor der Gründung von Megadeth spielte. Metallica nahmen eine abweichende Version auf und machten daraus das Stück The Four Horsemen von Kill ’Em All.

## Titelliste
1. Last Rites/Loved to Deth – 4:40
2. Killing Is My Business… and Business Is Good! – 3:06
3. Skull Beneath the Skin – 3:47
4. These Boots – 3:41 (Lee Hazlewood)
5. Rattlehead – 3:43
6. Chosen Ones – 2:55
7. Looking Down the Cross – 5:05
8. Mechanix – 4:22

Musik und Texte wurden von Dave Mustaine geschrieben, außer These Boots Are Made for Walkin. Das Nancy-Sinatra-Cover, das von Lee Hazlewood geschrieben wurde und dessen Text Mustaine als Parodie veränderte, durfte auf einigen Wiederveröffentlichungen aus rechtlichen Gründen nicht mehr erscheinen. Die Wiederveröffentlichung von 2002 enthielt auch die Demo-Stücke Last Rites/Loved to Deth, Mechanix und Skull Beneath the Skin.

## Rezeption
Auf allmusic.com wurde der Gesang auf Killing Is My Business… And Business Is Good! von Steve Huey als „amateurhaft“ bezeichnet, dennoch werde Musik mit viel Energie gespielt. Als Wertung wurden drei von fünf Sternen vergeben. Im Rock Hard kritisierte Götz Kühnemund die Produktion des Albums als „schwach“ und gegenüber dem Demo „völlig verblasst“, ebenfalls wurde die kurze Spieldauer als Kritikpunkt genannt. Dennoch vergab er neun von zehn Punkten.